# Erionite-K
La erionite-K è un minerale, un silicato (tettosilicato) appartenente al gruppo delle zeoliti.

## Etimologia
Il nome fu dato, nel 1898, dal mineralogista statunitense Arthur Starr Eakle (1862-1931); deriva dal greco ἕριον, èrion, cioè lana, sia per il colore bianco che per l'aspetto arricciato e lanoso dei cristalli.

## Abito cristallino
L’erionite si presenta in cristalli filamentosi, di colore bianco perlaceo simili alla lana, generalmente in densi aggregati. Le fibre sono soffici e flessibili. I ciuffi cristallini sono lunghi 2-3 cm.

## Origine e giacitura
Si rinviene nelle cavità dei basalti olivinici e tholeitici.

## Località di rinvenimento
Si trova in Islanda, nei fiordi dell’est e dell’ovest, e anche a nord (nella penisola di Tröllaskagi), vicino a Hesse in Germania, nella Lincoln County In Oregon (U.S.A.) e in British Columbia in Canada.

## Usi
Minerale d’interesse scientifico e collezionistico.